# House of Pain (álbum)
House of Pain es el primer álbum de estudio de la cantautora  y novelista estadounidense Sarah Kernochan. Fue publicado en febrero de 1974 a través de RCA Records.

## Recepción de la crítica
Un escritor no especificado de Record World escribió: “[Kernochan] demuestra ser también una cantante de voz rica y garganta profunda en su disco debut de RCA. [...] Su amplio rango vocal es asombroso, siendo lo más destacado del álbum el honky-tonky «Look What the Cat Dragged In» y la encantadora «Easy Girl»”.

## Rendimiento comercial
La revista Billboard informó en la semana que finalizó el 9 de marzo de 1974 que House of Pain fue una selección de acción en radio FM, con emisión en WMMR-FM y WNEW-FM, dos de las principales estaciones progresivas de los Estados Unidos.

## Lista de canciones
Todas las canciones escritas y compuestas por Sarah Kernochan, excepto donde esta anotado.
Lado uno
1. «Feeding Time at the Zoo» – 4:25
2. «Stone's Throw Away» – 4:13
3. «Tonto's Song» – 4:37
4. «Look What the Cat Dragged In» – 2:51
5. «Rules to Live By» – 4:32

Lado dos
1. «House of Pain» – 4:52
2. «Chez Rosemary» – 4:09
3. «Revenge of the Fly in the Ice Cube, the Poisoned Mouse, and the Burnt Moth» – 5:31
4. «Easy Girl» – 4:16
5. «Number One in the Country» (Kernochan, John Binder) – 2:36

## Créditos y personal
Créditos adaptados desde las notas de álbum de House of Pain.
- Sarah Kernochan – voces; piano en «House of Pain»
- Joe Cocuzzo – percusión
- Bob Mann – guitarra
- Vinnie Bell – guitarra
- Joe Beck – guitarra
- Tony Levin – Fender Bass
- Lyn Christie – contrabajo
- Bob James – teclados, sintetizador
- Ralph Schuckett – teclados
- Peter Ponzol – instrumento de viento-madera
- Don Heckman – instrumento de viento-madera, vibráfono
- George Marge – instrumento de viento-madera
- Ed Summerlin – instrumento de viento-madera
- Randy Brecker – trompeta, fliscorno
- Marv Stamm – trompeta, fliscorno
- Alan Raph – trombón

Personal técnico
- Don Heckman – productor
- Mike Moran – ingeniero de audio, mezclas
- Gus Mossler – ingeniero de audio
- Anthony Russo – ilustración